# Yemi Osinbajo
Yemi Osinbajo (8 de marzo de 1957) es un político nigeriano que estuvo de vicepresidente de Nigeria, desde el 29 de mayo de 2015 hasta el 29 de mayo de 2023 durante el mandato de Muhammadu Buhari. También fue senador de Nigeria y es profesor en derecho y socio de SimmonsCooper Partners, una firma de abogados.

## Familia
Yemi Oisinbajo nació en la familia Osinbajo el 8 de marzo de 1957 en el hospital Creek, Lagos, Nigeria. Está casado con Dolapo, que es nieta de Obafemi Awolowo y tiene tres hijos.

## Carrera política
Después de la formación del Congreso de Nigeria en 2013, Yemi se encargó, con otros nigerianos notables, del diseño y producción de un manifiesto para el nuevo partido político. Esto culminó en la presentación de la "Roadmap a una nueva Nigeria", un documento publicado por el CN como su manifiesto elegido por el poder legislativo. Lo más destacado de la hoja de ruta incluye un plan de comidas en escuelas gratuitas, una transferencia monetaria condicionada de 25 millones para los nigerianos más pobres si inscriben a los niños en la escuela. Había también un número de programas diseñados para crear oportunidades económicas para la población de jóvenes en Nigeria. El 17 de diciembre de 2014, el presidente de Nigeria, el General Muhammadu Buhari, anunció a Osinbajo como su vicepresidente de 2015. El 31 de marzo de 2015, Buhari fue confirmado por la Comisión Nacional Electoral independiente (INEC) como el ganador de las elecciones presidenciales. Así Osinbajo se convirtió en el vicepresidente electo de Nigeria. Tomaron sus cargos el 29 de mayo de 2015.

## Vicepresidente (2015-2023)
El Profesor Yemi Osinbajo asumió el cargo después de tomar juramento el 29 de mayo de 2015 en la Plaza del Águila, Abuya. Debido a su marco jurídico y antecedentes como Comisario de justicia en el estado de Lagos durante ocho años, muchos esperan que contribuya mucho a la muy necesaria reforma del sistema judicial a nivel nacional. Durante las campañas de 2014/2015 de los congresistas, Osinbajo había celebrado numerosas reuniones en todo el país frente a manifestaciones populares y políticos.